# Augustinho Freitas Martins
Augustinho Freitas Martins, ou apenas Augustinho Freitas, (Aparecida do Taboado, 4 de novembro de 1959) é um agropecuarista, empresário e político brasileiro, outrora deputado federal por Mato Grosso.

## Dados biográficos
Filho de Moacir Martins Silveira e Alexandrina Alves de Freitas. Pecuarista e empresário, foi presidente da Federação de Motociclismo do Mato Grosso e da Associação de Hortifrutigranjeiros do respectivo estado. Eleito vereador em Rondonópolis via PMDB em 1988 e deputado federal pelo PTB em 1990. Durante sua estadia em Brasília, votou a favor do impeachment de Fernando Collor em 1992 e ingressou no PP um ano depois, sendo reeleito em 1994.
Por irregularidades no registro de sua candidatura, teve o mandato cassado pelo Tribunal Superior Eleitoral, sentença confirmada na primeira turma do Supremo Tribunal Federal em 22 de agosto de 1995. porém, manteve-se no exercício do mandato até a suspensão de dispositivos da Lei Complementar n.º 86. Derrotado na eleição à prefeitura de Rondonópolis em 1996, elegeu-se prefeito de Pedra Preta via PPS em 2004 e reeleito pelo PR em 2008.